# Политика собачьего свистка
Политика «собачьего свистка» — обмен сообщениями политической направленности с использованием системы кодов и шифров, которые имеют один смысл для населения в целом, но одновременно имеют дополнительный, другой или более специфический смысл для целевой аудитории. Фраза часто носит негативную коннотацию из-за обманчивой по своей природе практики и потому, что сообщения о применении политики «собачьих свистков» часто неприятны для всего населения.

## Примеры
«Создатели рабочих мест»Для всех: бизнес, особенно мелкий.
Для своих: крупный бизнес, который и подкупает политика, чтобы он снижал налоги.
«Барак Хусейн Обама»Для всех: имя президента США.
Для расистов и противников ислама: президент с именем Хусейн явно не «свой», а возможно, даже мусульманин.
«Остановим нелегальную иммиграцию» + плашка на фотографии колонны мигрантов, закрывающая одно из лицДля всех: решить известную проблему.
Для расистов: поднять градус расовой нетерпимости, тем более закрытое лицо белое.
«Семейные ценности»; «сила, творящая чудеса»Для всех: просто положительная метафора.
Для христиан: знак, что политик будет поддерживать их.

## История термина
Название имеет аналогию с собачьим свистком, высокочастотный звук которого слышат собаки, но неуловим для людей. Термин отличается от «кодовых слов», используемых в некоторых профессиональных коммуникациях, тем, что «собачьи свистки» — это политический сленг. Обмен сообщениями в рамках применения «собачьего свистка» понятен для широкой аудитории в общем смысле. По словам журналиста Уильяма Сафира, термин «собачий свисток» применительно к политике может быть заимствован из жаргона социологов, занимающихся опросами общественного мнения. Сафир цитирует Ричарда Морина (англ. Richard Morin), директора по опросам общественного мнения газеты The Washington Post, который написал в 1988 году: «Малейшие изменения в формулировке вопроса иногда приводят к совершенно другим результатам <…> исследователи называют это „эффектом собачьего свистка“: респонденты улавливают в вопросе такой смысл, которого не предполагали исследователи».
Морин предполагает, что сотрудники, задействованные в предвыборных кампаниях, взяли эту фразу от специалистов по политическим опросам. В своей книге 2006 года «Голосование для Иисуса: христианство и политика в Австралии» академик Аманда Лорай (англ. Amanda Lohrey) пишет, что цель «собачьего свистка» — привлечь как можно большее число избирателей. В качестве примера она использует австралийских политиков, использующих такие размытые и положительно воспринимаемые всеми слова, как «семейные ценности», которые с одной стороны встречают особое понимание и особый отклик у избирателей-христиан, а с другой стороны не вдаются в детали христианской морали, которые могли бы оттолкнуть нехристианских избирателей.
Австралийский политический теоретик Роберт Гудин (англ. Robert E. Goodin) утверждает, что проблема применения политики «собачьего свистка» заключается в том, что она подрывает демократию. В случае, если у избирателей создаются разные представления о том, какие ценности и цели они поддерживают в ходе кампании, то, что они могут поддерживать одно и то же, становится бессмысленным с точки зрения демократии, поэтому применение политики «собачьего свистка» неправомерно с позиции реализации справедливого политического процесса.

## История и использование

### Австралия
Этот термин впервые был использован в австралийской политике в середине 1990-х годов и часто применялся к предвыборной кампании Джона Говарда. На протяжении всех 11 лет на посту премьер-министра Австралии и особенно при избрании на четвёртый срок Говард неоднократно обвинялся в распространении сообщений, нацеленных на белых, возможно, расистски настроенных австралийцев, с использованием кодовых слов, к примеру, «неавстралийский», «мейнстрим» и «нелегальный».
Одним из ярких примеров стало сообщение правительства Говарда о прибытии беженцев. Жёсткая позиция правительства Говарда в отношении беженцев была популярна среди избирателей, однако правительство было обвинено в использовании этого вопроса с целью дополнительной публикации завуалированных сообщений для привлечения избирателей с расистскими наклонностями. При этом они не содержали откровенно расистского языка. Другим примером является обнародование австралийского теста на гражданство в 2007 году. Утверждалось, что тест может показаться адекватным на первый взгляд, но на самом деле он был предназначен для тех, кто выступает против иммиграции из определённых географических регионов.

### Канада
Во время федеральных выборов в Канаде в 2015 году Консервативная партия, возглавляемая действующим премьер-министром Стивеном Харпером, была обвинена в распространении «кодовых» слов в ходе дебатов для обращения к сторонникам своей партии. Перед избирательной кампанией Консервативная партия наняла австралийского политтехнолога Линтона Кросби в качестве политического советника, когда они заняли третье место в опросах после Либеральной партии и Новой демократической партии. Во время телевизионных дебатов Стивен Харпер, обсуждая спорное решение правительства об отказе некоторым иммигрантам в доступе к системе здравоохранения Канады, ссылался на «представителей старой доброй Канады», которые поддерживали позицию правительства. Реакция лидера оппозиции была быстрой и язвительной: он назвал слова Харпера расистскими и раскольническими.

### Великобритания
Линтон Кросби, который ранее управлял четырьмя избирательными кампаниями Джона Говарда в Австралии, работал консультантом Консервативной партии во время всеобщих выборов в Великобритании в 2005 году. Как раз тогда термин был введён в британскую политическую дискуссию. Гудин назвал «классическим случаем» применения политики «собачьего свистка» предвыборную кампанию для консерваторов с лозунгом «Думаете ли вы о том, о чём думаем мы?». В ходе кампании были использованы плакаты, рекламные щиты, рекламные ролики и прямая почтовая рассылка с такими сообщениями, как: «Ограничение иммиграции — не расизм» и «Как бы вы себя чувствовали, если бы парень, освободившийся по УДО, напал на вашу дочь?». В сообщениях эксплуатировались острые темы общественной жизни, к примеру, некомфортабельные больницы, цыгане и ограничения на деятельность полиции. В апреле 2016 года мэр Лондона и депутат от Консервативной партии Борис Джонсон был обвинён в применении политики «собачьего свистка» в целях продвижения расистской политики через министра финансов и труда Джона Макдоннелла. Когда Джонсон предположил, что президент США Барак Обама выразил недовольство Соединённым Королевством из-за того, что ненависть к Британской империи «в его крови» по причине его кенийского происхождения. Это произошло после того, как Обама поддержал тех, кто был против выхода Великобритании из ЕС.

### Соединённые Штаты Америки
Фраза «права штатов» хоть и относится к полномочиям отдельных правительств штатов США, в 2007 году была описана Дэвидом Гринбергом в Slate как «кодовое слово» для институционализированной сегрегации и расизма. В 1981 году бывший политтехнолог Республиканской партии Ли Атуотер в анонимном интервью, обсуждая «Южную стратегию» Республиканской партии, сказал:
Вы начали это в 1954 году, говоря: «Негр, негр, негр». В 1968 году вы уже не могли сказать «негр» — это причиняло вам боль. Обратный эффект. Поэтому вы говорите о таких вещах, как принудительный выезд, права штатов и всё такое прочее. Сейчас ваши разговоры становятся настолько абстрактными, что вы говорите о снижении налогов, и все эти вещи, о которых вы говорите, относятся только к экономике, а побочным эффектом таких рассуждений является то, что чернокожие ущемлены больше, чем белые. И подсознательно, может быть, это является частью этого. Но я говорю о том, что, если наши рассуждения становятся отвлечёнными и закодированными, что мы так или иначе стараемся избежать расовой проблемы. Вы следуете за мной, потому что, очевидно, рассуждения в стиле «мы хотим сократить это» гораздо более абстрактны, чем «автобусная сегрегация» в американских школах, и чертовски более абстрактны, чем слово «негр».
Ли Атуотер, политтехнолог Республиканской партии в анонимном интервью в 1981 году
Профессор права США и автор книги «Политика собачьих свистков» Ян Хейни-Лопес назвал Рональда Рейгана «дующим в собачий свисток», когда кандидат рассказывал истории о «королевах благотворительности за рулем Кадиллака», во время президентской предвыборной кампании. Хейни-Лопес утверждает, что такая риторика подталкивала белых американцев среднего класса голосовать против их экономических интересов, чтобы наказать «недостойные меньшинства», которые, по их мнению, получают слишком много государственной помощи за их счет. По словам Лопеса, консервативные белые люди среднего класса, имеющие крупные экономические интересы, убежденные в том, что меньшинства являются врагами, поддерживали политиков, которые обещали обуздать нелегальную иммиграцию и бороться с преступностью. При этом они непреднамеренно также проголосовали за политику, которая поддерживает чрезвычайно богатых, к примеру, сокращение налогов для компаний с высоким уровнем дохода, давая корпорациям больше контроля над промышленными и финансовыми рынками, снижение роли профсоюзов, сокращение пенсий для государственных служащих, сокращение финансирования государственных школ и сокращение штата социального обеспечения. Он утверждает, что эти же избиратели не могут связать растущее неравенство, которое повлияло на их жизнь, с политическими программами, которые они поддерживают.
Журналист Крейг Унгер писал, что президент Джордж Буш-младший и Карл Роув использовали кодовые слова и политику «собачьего свистка» в предвыборных кампаниях, передавая одно послание общему электорату и в то же время представляя совершенно другое сообщение целевой политической евангельской христианской аудитории. Уильям Сафир в своем политическом словаре привел такой пример: во время президентской кампании 2004 года Буш критиковал решение Верховного Суда США от 1857 года о том, что афроамериканцы имеют право на американское гражданство. Для большинства слушателей критика казалась безобидной, но заинтересованные зрители понимали, что это замечание является наглядным напоминанием о том, что решения Верховного суда могут быть отменены, и сигналом к тому, что в случае его переизбрания Буш может выдвинуть новую кандидатуру судьи Верховного Суда. Эта точка зрения отражена в статье, опубликованной в Лос-Анджелесе в 2004 году Питером Вальстеном.
Во время демократических праймериз 2008 года несколько авторов критиковали Хиллари Клинтон за применение кодовых слов, казалось бы, предназначенных для обозначения расы Барака Обамы как «проблемной». Обама характеризовался во время кампании Клинтон и ее видными сторонниками как «анти-белый» из-за его связи с Преподобным Джеремия Райт, как способный привлечь только голоса афроамериканцев, как «анти-патриот», наркоман, возможно продавец наркотиков, женатый на «неблагородной» чернокожей женщине. Обаму обвинили в том, что он использовал «собачьи свистки» в адрес афроамериканских избирателей, применяя комбинацию жестов, стиля и риторики, подтверждая и подчеркивая свою афроамериканскую идентичность.
В 2012 году журналист Соледад О’Брайен использовал фразу «собачий свисток», чтобы описать обвинение представителя газеты «Чайная Партия Экспресс» Эми Кремера в том, что президент Барак Обама «не любит Америку».
Также в той избирательной кампании Обамы было размещено сообщение, в котором говорилось, что Митт Ромни «не один из нас». Объявление, о котором журналист газеты «Вашингтон пост» Карен Тумулти отозвалась как о «повторяющем лозунг, который использовался как расовый код в течение по крайней мере последних 50 лет», было размещено в Огайо, в котором всего лишь 0,52 % мормонов.
Во время первого этапа выборов в Сенат США в штате Миссисипи в 2014 году разгорелся скандал с участием политиков, которые обвинялись в том, что они «разыгрывали расовую карту», используя такие «кодовые слова», как «продовольственные талоны». Сенатор Тед Круз призвал к расследованию, заявив, что «объявления, которые они запускали, были ложно обвинены в расистском содержимом».